# Samytha californiensis
Samytha californiensis är en ringmaskart som beskrevs av Hartman 1969. Samytha californiensis ingår i släktet Samytha och familjen Ampharetidae. Inga underarter finns listade i Catalogue of Life.